# Norra Gryten
Norra Gryten är en sjö i Kinda kommun i Östergötland och ingår i Motala ströms huvudavrinningsområde. Sjön har en area på 0,148 kvadratkilometer och ligger 173,3 meter över havet.

## Delavrinningsområde
Norra Gryten ingår i det delavrinningsområde (644521-149008) som SMHI kallar för Mynnar i Järnlunden. Medelhöjden är 156 meter över havet och ytan är 36,13 kvadratkilometer. Det finns ett avrinningsområde uppströms, och räknas det in blir den ackumulerade arean 93,55 kvadratkilometer. Drillaån (Jonsboån) som avvattnar avrinningsområdet har biflödesordning 3, vilket innebär att vattnet flödar genom totalt 3 vattendrag innan det når havet efter 126 kilometer. Avrinningsområdet består mestadels av skog (88 procent). Avrinningsområdet har 1,67 kvadratkilometer vattenytor vilket ger det en sjöprocent på 4,6 procent.